# Thomas Bornot
 (mai 2020).
Thomas Bornot, né le 21 juillet 1973, est un réalisateur, documentariste et producteur français connu pour son travail à France Télévision. 

## Biographie et carrière
Il a notamment réalisé Le jeu de la mort en 2010, qui a été sélectionné au festival de Toronto. Il y est question de l’impact et du pouvoir du petit écran.
En 2020, il sort enfin son premier long métrage documentaire au cinéma, le remarqué Cyril contre Goliath, coécrit avec Cyril Montana. Dans ce récit d’engagement contre la toute-puissance, il montre la résistance d’un écrivain contre l’emprise de Pierre Cardin dans un village du Vaucluse.
Un temps, il a travaillé pour le site internet Blast.

## Filmographie

### Documentariste cinéma
- 2020 : Cyril contre Goliath, 86 min[2],[3].

### Documentariste télévision
- 2010 : Le Jeu de la mort[4],[5].
- 2012 : Vous êtes libre
- 2012 : L'expérience interdite
- 2014 : Love me Tinder[6],[7].

### Producteur
- 2010 : Le Jeu de la mort de Thomas Bornot et Christophe Nick
- 2011 : Manipulations une histoire française de Jean-Robert Viallet
- 2013 : Génération quoi ? de Laétitia Moreau
- 2014 : Immigration et délinquance de Gilles Cayatte
- 2014 : Love me Tinder de Thomas Bornot et France Ortelli
- 2015 : A quoi rêvent les jeunes filles de Ovidie[8]
- 2020 : Cyril contre Goliath de Thomas Bornot et Cyril Montana

### Récompenses
- Prix Italia 2010 pour Le jeu de la mort[9]
- Prix Italia 2014 pour Génération quoi ?[10]
- Sélection au Festival international du film de Toronto TIFF 2010 pour Le jeu de la mort[11],[12]
- Sélection au Festival international du film de Varvovie 2010 pour le jeu de la mort[13]
- Sélection au Festival du film de Sydney 2010 pour le jeu de la mort[11]
- Sélection au Festival international du film de Durban 2010 pour Le jeu de la mort[11]
- Sélection au Festival du film francophone d’Angoulême 2020 pour Cyril contre Goliath[14]